# (15817) Лучанотези
(15817) Лучанотези (итал. Lucianotesi) — околоземный астероид из группы Амура (I), который был открыт 28 августа 1994 года итальянскими астрономами Андреа Боаттини и Маура Томбелли в обсерватории Сан-Марчелло и назван в честь другого итальянского астронома Лучано Тези.

Орбита астероида Лучанотези и его положение в Солнечной системе